# Discovery Science (Reino Unido)
Discovery Science es un canal de televisión producido por Discovery Networks Europe. Está disponible las 24 horas del día en Sky y Virgin Media. El canal anteriormente era conocido como Discovery Sci-Trek. Un canal del Discovery Science fue lanzado el 21 de abril de 2008 en Sky 549, reemplazando al Discovery +1.5.

## Programación
- Beyond Tomorrow
- Building the Ultimate
- Cosmos
- Discover Magazine
- Ecotech
- Extreme Engineering
- Extreme Machines
- How It's Made
- How Do They Do It?
- Invention Nation
- It's All Geek to Me
- Mega Builders
- Mythbusters
- Race To Mars
- Raging Planet
- Rough Science
- Survivorman
- The Big Experiment
- Understanding
- Universe (con John Hurt Narrating)